# Compostbak

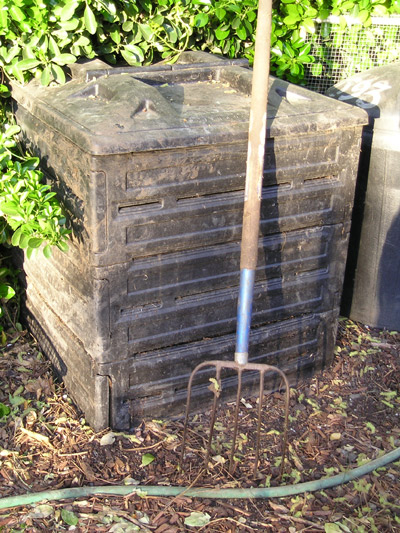
Compostbak

Een compostbak is een bak met gaten waarin groente-, fruit- en tuinafval (gft) kan worden achtergelaten zodat het door micro-organismen kan worden omgevormd tot compost.
Compostbakken kunnen worden uitgevoerd van metselwerk, hout of kunststof.
Zie verder composthoop.